# Геоцентризм

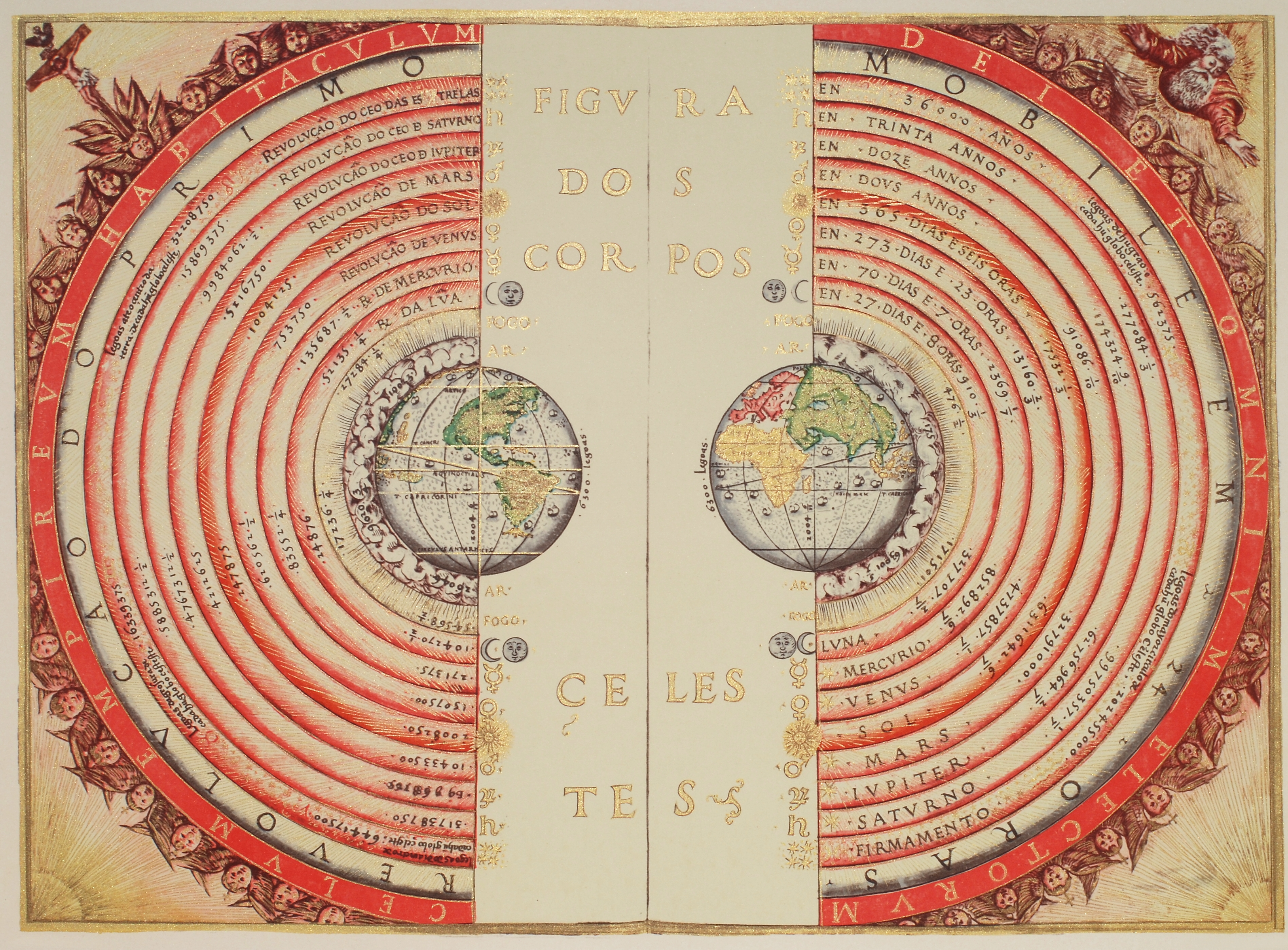
«Фігура небесних тіл» — ілюстрація геоцентричної системи світу Птолемея, зроблена португальським картографом Бартоломеу Велью в 1568 році. Зберігається у Національній бібліотеці Франції

Базові елементи Птоломеївської астрономії. Показана планате на епіциклі з ексцентричним деферантом

Фази Венери

Геоцентри́зм, Геоцентри́чна систе́ма сві́ту (від дав.-гр. Γῆ, Γαῖα — Земля) — уявлення про світобудову, згідно з яким центральне положення у Всесвіті займає Земля, навколо якої обертаються Сонце, Місяць, планети, зірки. Альтернатива геоцентризму — геліоцентризм.

## Розвиток геоцентризму
Земля з давніх-давен вважалася центром світобудови.
Землю утримувала якась міфічна тварина — черепахи, слони, кити. Перший давньогрецький філософ Фалес Мілетський вважав, що земля плаває у світовому океані. Анаксімандр Мілетський припустив, що Всесвіт центрально-симетричний і в ньому відсутній будь-який домінуючий напрямок. У центрі цього космосу розміщена Земля. Учень Анаксімандра Анаксімен вважав, що Земля утримується від падіння стиснутим повітрям. Так само думав і Анаксагор. Думку Анаксімандра поділяли піфагорійці: Парменід і Птолемей. Не ясна позиція Демокріта: він підтримував то Анаксімандра, то Анаксімена.
Анаксімандр уявляв Землю у формі низького циліндра. Анаксімен, Анаксагор та Левкіпп вважали її плоскою, як кришка столу. Тільки Піфагор припустив, що Земля має форму кулі. У цьому його стали наслідувати піфагорійці, Парменід, Платон та Арістотель.
Так виникла канонічна форма геоцентричної системи, яка активно розроблялася давньогрецькими астрономами: земна куля розміщена в центрі сферичного Всесвіту, а видимий добовий рух небесних тіл є відображенням обертання космосу навколо світової осі.
Щодо світил, то Анаксімандр вважав, що зорі найближчі до Землі, далі розташовані Місяць і Сонце. Анаксімен вперше висунув припущення, що зірки найвіддаленіші від Землі. У цьому його наслідували всі наступні вчені (за виключенням Емпедокла, який підтримував Анаксімандра). Виникла думка, що чим більший період обертання світила, тим на віддаленішій сфері воно розміщене. Таким чином, порядок розташування світил виявлявся таким: Місяць, Сонце, Марс, Юпітер, Сатурн, зорі. Щодо Меркурія і Венери, то у греків не було єдиної думки про їхнє розташування: Арістотель і Платон поміщали їх за Сонцем, Птолемей — між Місяцем і Сонцем. Арістотель вважав, що вище сфери зірок немає нічого, навіть простору, водночас стоїки вважали, що світ занурений у нескінченний пустий простір; атомісти за Демокрітом вважали, що за нашим світом, який обмежений сферою зірок, є інші подібні світи. Цю думку підтримували епікурейці, її яскраво зобразив Лукрецій в поемі «Про природу речей».

## Відмова від геоцентризму
У ході наукової революції XVII століття виявилося, що геоцентризм несумісний з астрономічними фактами й суперечить фізиці; поступово усталилася геліоцентрична система світу, піонером у створенні якої був Миколай Коперник. Телескопічні відкриття Галілео Галілея, відкриття законів Кеплера і створення класичної механіки та відкриття закону всесвітнього тяжіння Ісааком Ньютоном повністю підтвердили геліоцентричну систему.